# 고모토 도시오
고모토 도시오(일본어: 河本 敏夫, 1911년 6월 22일~2001년 5월 24일)는 17선 중의원 의원을 지낸 일본의 정치인이다.

## 생애
1911년 6월에 효고현 아코군 아이오이촌(현 아이오이시)에서 태어났다. 구제 다쓰노 중학교를 졸업하고 구제 히메지 고등학교 문과갑류에 입학했지만 군부가 주도하는 전쟁에 반대하는 시위에 참여했다가 1930년 퇴학당했다. 이후 탄갱에서 일하거나 노동자 생활을 하며 돈을 모아 니혼 대학 법문학부에 입학했다. 재학 중에 매형 등이 산코해운을 설립하자 이사가 되었으며 졸업후인 1937년부턴 사장이 되었다. 1938년에 회사 이름을 산코기선으로 바꾸었다.
1949년에는 총선에 출마해 당선되면서 정치인이 되었다. 이후 경제기획청 정무차관 등을 거쳐 제2차 사토 내각 (제2차 개조) 때인 1968년에 우정상으로 처음 입각했다.
미키 다케오의 파벌에서 정치 생활을 시작했으며 파벌의 자금 조달을 담당했지만 당내에서 존재감이 강한 인물은 아니었다. 그러다가 미키 내각이 출범하고 통산상에 취임하면서 자민당 안팎의 주목을 받기 시작했다. 미키가 통산상으로 재직할 때 사무차관이던 사하시 시게루와 함께 대형공업기술연구개발제도를 입안했듯 고모토도 1973년 석유 위기에 대응하기 위해 산업 구조 전환을 촉진하고 문라이트 계획을 추진했다.
1976년 미키 끌어내리기가 이루어지자 총선을 대비해 선거 자금을 모았다. 한편으로 미키에겐 반대하는 각료들을 파면해서라도 중의원을 해산해야 한다고 주장했다. 하지만 미키는 이 주장을 받아들이지 않았고 신헌법하에서 최초의 임기 만료 선거를 치른뒤 총리대신에서 물러났다.
고모토는 미키와 함께 내각에서 물러난 뒤 자유민주당 정무조사회장이 되었다. 이후 후쿠다 다케오 내각 (개조)에서 두 번째 통산상을 지냈고 스즈키 젠코 내각과 나카소네 내각 때는 경제기획청 장관을 역임했다. 미국-일본 무역 갈등이 심화하자 1984년 11월 대외경제문제·민간활력도입담당상이 되었고 이때 오키나와 개발청 장관을 겸했다.
고모토는 자민당 굴지의 정책통·경제통으로 통했기에 미키에 비판적이던 오히라 마사요시나 고토다 마사하루도 고모토를 뛰어난 인물이라며 높게 평가했다. 하지만 고모토는 총재와는 인연이 멀었다. 자민당의 유력자로서 1970년대 일본 정계를 좌지우지한 삼각대복의 후계자 중 한 명으로 점쳐지던 고모토는 총재 선거 때마다 소규모 파벌임에도 자금과 인맥을 동원해 상당한 표를 끌어모을 수 있었다.
고모토가 처음 총재 선거에 출마한 건 1978년 선거였는데 이때는 미키가 물러난 뒤 파벌을 물려받을 준비를 하면서 차기를 노리는 성격이 강했다. 1980년 총선 유세가 한창일 때 총재 오히라가 급사하자 후임자 중 한 명으로 여겨졌지만 오히라파의 스즈키 젠코가 결국 총재가 됐다. 이때 미키파는 한 번해산한 뒤 이들을 다시 규합하는 식으로 고모토파가 결성됐다. 파벌 회장직을 양도하는 것 대신 번거로운 절차를 거친 것은 고모토가 미키의 후계자로 인식돼 고모토가 총재에 취임하는 데 방해가 될 걸 미키가 우려했기 때문이었다.
하지만 1982년 총재 선거 때도 유력 후보로 여겨졌지만 다나카 가쿠에이의 막강한 지원을 받은 나카소네 야스히로가 압도적인 표를 받아 고모토는 본선거에도 오르지 못했다.
고모토가 사실상 오너로 있던 산코기선이 해운 불황의 여파로 1985년에 도산했다. 전후 최대 규모였던 기업이 도산하자 고모토는 책임을 지고 오키나와 개발청 장관을 사임해야 했다. 한편 도산으로 인해 정치인으로서의 고모토의 평가에도 악영향을 미치게 됐다.
리크루트 사건의 여파로 다케시타 노보루가 총리대신에서 물러나고 뒤이어 취임한 우노 소스케가 1989년 참원선 패배의 책임을 지고 2개월 만에 물러나면서 고모토가 총리대신이 될 수 있는 절호의 기회가 찾아왔다. 하지만 당시 정계를 주무르던 다케시타나 가네마루 신은 젊은 정치인이 대권을 맡아야 한다고 주장하며 고모토파의 실세로 떠오르던 가이후 도시키가 총리대신 후보로 부상했다. 고모토는 이를 받아들여 가이후에게 총리대신이 될 것을 권하며 자신은 총재 선거에 불출마했다. 이 소식을 들은 고모토의 측근인 오시마 다다모리는 울었다고 한다. 가이후는 하야시 요시로와 이시하라 신타로를 꺾고 당선에 성공했다.
1993년 총선 이후 구성된 중의원에서 의장 후보로 이름이 거론되었지만 오자와 이치로를 중심으로 한 야당들이 연립 정권을 구성해 자민당이 정권을 빼앗기는 바람에 이에 실패했다. 고모토는 의장 선거에 출마하지 않았고 자민당에선 대신 오쿠노 세이스케가 출마했지만 일본사회당의 도이 다카코에게 패배했다.
1996년 총선을 앞두고 건강상의 이유로 불출마를 선언하고 정계를 은퇴했다. 고모토의 지역구는 당시 참의원 의원이던 3남 고모토 사부로가 물려받았다. 같은 해 훈1등 욱일대수장을 수훈했다.
정계를 은퇴한 뒤에도 파벌의 명예회장을 수행하는 등 정치와 어느 정도 거리를 유지하다가 2001년 5월 24일 심부전으로 게이오기주쿠 대학병원에서 사망했다. 사후 정3위에 추서됐다.

## 역대 선거 기록
|  | 18.7% |

|  | 15.9% |

|  | 15.6% |

|  | 20% |

|  | 23% |

|  | 18% |

|  | 18.5% |

|  | 18% |

|  | 20.5% |

|  | 19.4% |

|  | 20.7% |

|  | 24.4% |

|  | 25.6% |

|  | 23.8% |

|  | 20.9% |

|  | 18.4% |

|  | 15.4% |

| 전임 고바야시 다케지 | 제28대 우정대신 1968년 11월 30일~1970년 1월 14일 | 후임 이데 이치타로 |

| 전임 나카소네 야스히로 | 제34대 통상산업대신 1974년 12월 9일~1976년 12월24일 | 후임 다나카 다쓰오 |

| 전임 다나카 다쓰오 | 제36대 통상산업대신 1977년 11월 28일~1978년 12월 7일 | 후임 에사키 마스미 |

| 전임 쇼지 게이지로 | 제32대 경제기획청 장관 1980년 7월 17일~1982년 11월 27일 | 후임 시오자키 준 |

| 전임 시오자키 준 | 제34대 경제기획청 장관 1983년 12월 27일~1984년 11월 1일 | 후임 가네코 잇페이 |

| 전임 나카니시 이치로 | 제15대 오키나와 개발청 장관 1984년 11월 1일~1985년 8월 14일 | 후임 후지모토 다카오 |